# Mrtvý vrch
Mrtvý vrch (německy Weiberberg) je hora v západních Krkonoších, 3 km severně od Harrachova a 1 km východně od Novosvětského sedla, které odděluje Krkonoše od Jizerských hor. S výškou 1062 m n. m. jde o nejsevernější tisícovku Krkonoš.
Vrchol zalesněn mladým smrkovým lesem s četnými pasekami, umožňujícími částečné výhledy, především na Jizerské hory. Pod bažinatým sedlem se Žlabským vrchem stojí chata Alfrédka.

## Přístup
Na Mrtvý vrch nevede žádná značená cesta. Z důvodu ochrany přírody (klidové území Krkonošského národního parku) není přístupný po neznačených cestách. Asi 300 m jihovýchodně pod vrcholem vede po hraně klidového území značená cyklostezka od Novosvětského sedla (3 km). Modře značená pěší cesta obchází vrchol po severní až východní straně skrz klidové území cca 500 m od vrcholu. Nejvyšší bod je nezřetelný.